# Edmund Husserl
Edmund Husserl (døbt Edmund Gustav Albrecht Husserl født 8. april 1859, død 27. april 1938) var tysk filosof og skriver sig ind i filosofiens historie som grundlæggeren af den moderne fænomenologi.
Husserl blev som den anden af fire søskende født ind i en jødisk familie i byen Prostějov i Mähren og blev allerede som 10-årig sendt hjemmefra for at få en klassisk uddannelse, først i Wien og derefter i Olomouc. I 1876 blev han optaget på universitetet i Leipzig, hvor han studerede matematik, fysik og filosofi med en særlig interesse for astronomi og optik. Efter to år fortsatte han sine studier af matematik i Berlin, men tog igen tilbage til Wien i årene 1881-1883 for at afslutte dem. Her opnåede han doktorgraden i matematik som 24-årig i 1884.
Efter en kort akademisk ansættelse i Berlin vendte han tilbage til Wien, hvor han fulgte Franz Brentanos forelæsninger i filosofi.
1896-1901 tilbragte han i Halle, hvor han dels studerede psykologi og dels var privatdocent ved universitetet. I denne periode giftede han sig og fik tre børn. Hans kone var ligeledes jødisk, men de konverterede begge til kristendommen og lod sig døbe. Under opholdet i Halle udgav han de første, vigtige bøger, bl.a. Logische Untersuchungen. Første del er en kritik af psykologismen. Anden del udkom i 1901.
Hans videre karriere var på universitetet i Göttingen, hvor han underviste i 16 år. Her skrev han den fremstilling af fænomenologien, som blev offentliggjort i bogen: Ideen zu einer reinen Phänomenologie und phänomenologischen Philosophie (Idéer omkring en ren fænomenologi og fænomenologisk filosofi), der udkom i 1913. Derefter udbrød 1. verdenskrig, som dels betød et afbræk i universitetslivet, dels kostede hans ene søn livet i slaget ved Verdun. Husserl gennemførte et års sørgetid, hvor han afholdt sig fra professionel aktivitet.
I 1916 accepterede han et tilbud om et professorat i Freiburg im Breisgau, hvor han afsluttede sin karriere i 1928. Han fortsatte her sit filosofiske arbejde med de skrifter, som efter hans død udkom som bind 2 og 3 af Ideen. Også efter sin pensionering fortsatte han arbejdet, men hans sidste år blev negativt præget af nazismens stadige fremmarch. Bl.a. forlod hans anden søn, Gerhart Husserl Tyskland, efter at have mistet sit arbejde efter nazisternes magtovertagelse i 1933. Husserl døde af lungehindebetændelse i 1938.
De tre forskellige arbejdsperioder i Halle, Göttingen og Freiburg danner en bekvem analytisk ramme for forskernes arbejde med Husserls værker og udviklingen af hans tanker.

## Transcendental fænomenologi
På baggrund af påvirkningen fra Brentano søgte Husserl at udvikle en gennemgribende revision af filosofien.
Han søger gennem sin transcendental-fænomenologiske filosofi at gennemføre det, som Descartes ikke fik klaret tilfredsstillende: At finde et sikkert fundament for al erkendelse, dagligdags, videnskabelig og filosofisk. For at finde dette, indfører Husserl en særlig metode: Vi skal se bort fra alle fordomme og al teoretisk viden, sætte parentes om den, udføre hvad han kalder epochê: Træde ud af eller transcendere den naturlige indstilling og opfattelse.
Husserl ser i epochêen bort fra spørgsmålet om egen og omverdenens eksistens. Han konstaterer, at bevidsthed altid er bevidsthed om noget, at bevidsthed er intentionel (rettet mod noget). Opgaven for fænomenologien bliver nu at beskrive bevidsthedens objekter som givet i bevidstheden. Disse objekter kan være af forskellige typer, f.eks. perciperede ting (som træer og stole), erindringer eller fantasi.
Når vi erkender et sagsforhold, f.eks at en kat er sort, kræver det først en erkendelse af, at der er en kat, og – endnu før det – erkendelsen af 'kat'. At føre erkendelsen tilbage til dens betingelser på denne måde kalder Husserl for den transcendentale eller fænomenologiske reduktion, og ved stadig reduktion viser det sig, at den yderste betingelse for al erkendelse er det transcendentale jeg. Det transcendentale jeg betegner Husserl som en identitetspol, som alle bevidsthedstilstande (herunder sanseoplevelser) retter sig imod, og som gør, at vi oplever objekter og ikke bare løsrevne sansedata.
Det transcendentale jeg er noget andet end og fundamentalt forskelligt fra det empiriske jeg, som er et objekt blandt andre objekter. Det er det "jeg", der udgør en identitet, og som er knyttet til en krop. Denne spaltning i to jeg'er har gjort Husserl til genstand for den samme type kritik, som ramte Descartes' dualisme: Hvad er forholdet mellem de to væsensforskellige instanser, og hvorledes interagerer de?
Husserls mange elever har ført fænomenologien videre i mange retninger. En af de mest indflydelsesrige elever og arvtagere er Martin Heidegger.

## Betydning i Danmark
Edmund Husserl har haft en indflydelse på dansk filosofi, selvom hans indflydelse ikke nødvendigvis har været så fremtrædende som i visse andre lande. Husserls tanker og ideer er dog blevet oversat til dansk og har spillet en rolle i nogle danske filosofiske kredse.
I Danmark har nogle filosoffer og forskere vist interesse for fænomenologien og har arbejdet med dens begreber og metoder. Dette har dog især været tilfældet inden for den senere eksistentielle fænomenologi, der har været en mere betydelig strømning inden for dansk filosofi.
Desuden kan der findes referencer til Husserls tanker i værker af andre danske filosoffer og intellektuelle, men Husserls direkte indflydelse i Danmark har ikke været lige så markant som i mange andre europæiske lande. Værdien af Husserls arbejde og fænomenologiens indflydelse på dansk filosofi kan variere afhængigt af filosofiske skoler og enkeltpersoners interesser og tilgange.

### Værker i dansk oversættelse
- Husserl, Edmund (1995). Tre paragraffer om tegn og fænomen. Almen semiotik nr. 9/10, (pp. 9-39).
- Husserl, Edmund (2019): Fænomenologiens ide. Hans Reitzels Forlag. ISBN 9788741275413
- Husserl, Edmund (2019): Cartesianske meditationer. Hans Reitzels Forlag. ISBN 978-87-93535-48-0
- Husserl, Edmund (2019): Fænomenologi. Forlaget Mindspace, ISBN 978-87-93535-48-0